# وي تي في
قناة وي تي في WE TV هي قناة تلفزيونية مدفوعة الأجر مملوكة من شبكات إيه إم سي.
وتختص القناة بأسلوب الحياة وبرامج الترفيه، وتستهدف النساء. والاسم هو اختصار لــ Women’s Entertainment.
ووفق الإحصاءات بلغ عدد العملاء المشتركين في القناة في فبراير 2015 حوال 85.2 مليون. 
ومن البرامج التي أذيعت على القناة برنامج «كعكات الزفاف المذهلة».